# Retrocruzamento
Retrocruzamento é um cruzamento de um híbrido com um de seus pais ou um indivíduo geneticamente similar aos seus pais com o intuito de alcançar descendentes com uma identidade genética a mais próxima possível dos pais.
É utilizado principalmente em horticultura, criações de animais e produção de organismos que tenham genes desativados para estudos científicos.

## Plantas

### Benefícios
- Se os pais recorrentes possuem um genótipo puro, ao final do processo de retrocruzamento, um genótipo puro é recuperado .
- Como não há “nova” recombinação, o conjunto puro não é perdido.

### Desvantagens
- Opera de forma ineficiente para herança quantitativa.
- É mais limitada para transmitir características recessivas.
- Na prática, segmentos de genoma provenientes de pais não recorrentes, freqüentemente apresentam e podem trazer características genéticas indesejadas com eles.
- Em cruzamentos muito amplos, uma recombinação limitada pode manter milhares de genes estrangeiros dentro do cultivar puro.
- Muitos retrocruzamentos são necessários para produzir um cultivar novo, o que pode levar anos.

### Retrocruzamento natural
O Cardo York  (Senecio eboracensis) é uma espécie híbrida natural proveniente do Cardo Oxford  (Senecio squalidus) e do Cardo-morto (Senecio vulgaris). É suposta como advinda de um retrocruzamento do híbrido F1 com o S. vulgaris.

## Animais

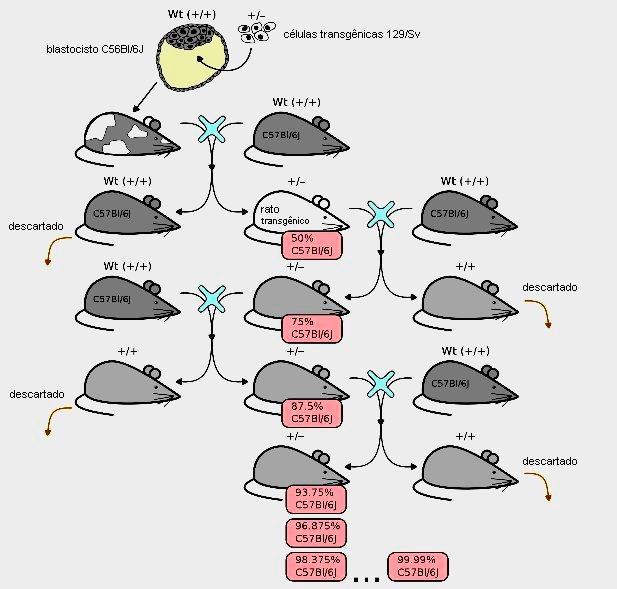
O quadro demonstra retrocruzamento de um rato heterozigoto com outro de base genética distinta. Neste exemplo, o gene desativado perfila nas células 129/Sv e então é retrocruzado na base genética C57B/6J. Com cada sucessivo retrocruzamento, há um aumento de porcentagem do DNA C57B/6J que constitui o genoma dos descendentes.

Retrocruzamento pode ser empregado intencionalmente em animais para transferir uma característica desejada  de um animal com um genótipo rústico para um animal de genótipo aprimorado. Particularmente em experimento de gene-nocaute, onde o nocaute  atua  facilmente nas linhas células-tronco cultivadas, mas é necessário em um animal com genótipo distinto. O animal com nocaute é retrocruzado contra o animal de genótipo requisitado. Como exibido na figura, cada vez que o rato com a característica desejada (neste caso, a falta de um gene pelo nocaute), indicado pela presença de um marcador positivo selecionável, é cruzado com um rato de um genoma-constante, a percentagem média dos herdeiros que é derivada do genoma-constante, aumenta.
O resultado, após reiterações suficientes, é um animal com a característica procurada dentro de um fundo genético desejado, com o percentual de material genético das células-troncos originais reduzido ao mínimo (por volta de 0,01%).
Devido à natureza da meiose, na qual cromossomos derivados de cada um dos pais são aleatoriamente misturados e designados para cada gameta nascido, o percentual de material genético derivando de cada linha-celular, variará entre as crias de um cruzamento simples mas terá valor esperado. O genótipo de cada membro da cria pode se aferido para a escolha de não somente um indivíduo que carrega a característica genética procurada, mas também do percentual mínimo de material genético proveniente da linha célula-tronco.